# 정토삼부경
《정토삼부경(淨土三部經)》은 정토교의 근본 성전인 《대무량수경(大無量壽經)》 2권, 《관무량수경(觀無量t壽經)》 1권, 《아미타경(阿彌陀經)》 1권으로 된 3종의 대승경전(經典)의 총칭이다.
약칭하여, 《대무량수경》은 《대경(大經)》, 《관무량수경》은 《관경(觀經)》, 《아미타경》은 《소경(小經)》이라고도 불린다.  《대경》과 《소경》은 산스크리트어 원본, 티베트역이 있는데 《관경》에는 한역과, 이를 중역(重譯)한 위구르역의 단편밖에 없다.
아미타불 신앙에 의하여 극락정토(極樂淨土)에 태어나고자 함을 중심사상으로 하고 있는 이들 경전은 대승경전 중에서도 널리 일반 민중에 유포되었고, 특히 민중에 대한 감화력이 컸다.

## 개요
인도 불교의 일부 대승교도는 현세를 예토(穢土)라고 하여 피안의 세계에서 정토(淨土)를 구하였다. 후세에 가장 영향이 컸던 것은 아미타불(阿彌陀佛)의 정토인 극락세계의 관념이었다. 아미타불의 신앙은 당시의 민중 사이에서 행하여져 여러 대승경전 속에 나타나고 있는데, 이들 중 특히 주요한 것이 《대무량수경》 2권, 《관무량수경》 1권, 《아미타경》 1권의 《정토삼부경》이었다.
이들 정토경전은 오탁악세(五濁惡世)의 중생을 위하여 고타마 붓다가 아미타불에 의한 구제를 설한 경전이라는 점을 표방하고 있다. "아미타불"은 원어(原語)를 생략한 음역이다. 의역하여 무량수불(無量壽佛) · 무량광불(無量光佛) 또는 무량수여래(無量壽如來)라 한다. 아미타불은 과거세에서 법장(法藏)이라는 비구 수행자였는데, 중생제도의 서원을 일으켜서 장자(長者) · 거사(居士) · 국왕(國王) · 제천(諸天) 등이 되어 무수한 중생을 교화하였으며, 여러 부처를 공양하여 드디어 깨달음을 얻었다고 한다. 이 세상의 서쪽 방향으로 십만억 개의 불국토를 지나면 그곳에 극락세계가 있는데 아미타불은 현재 이 극락세계에 거주하면서 설법하고 있다고 한다. 일반인이 아미타불의 이름을 듣고서 마음으로 염원한다면, 임종시에 아미타불이 성문과 보살의 여러 성인들을 이끌고 그 사람 앞에 온다고 하였다. 극락세계라는 정토로 왕생하는 것을 중시하였으므로 현세의 의의가 후대의 정토교에서도 큰 문제가 되었으나, 이미 정토경전들 속에서 현세에서 육바라밀을 실천하는 것의 중요성과 의의가 강조되고 있다.

## 내용
《대경》, 즉 《대무량수경》에서는 법장(法藏)이라는 비구가 구세를 위한 48서원(四八誓願)을 발하여, 그 서원과 구원(久遠)의 오랜 과거 이래의 보살행을 완성함으로써 서방극락정토에서 아미타불이 되어 완전한 지혜(반야 · 보리)를 상징하는 무량광(無量光)과 자비를 상징하는 무량수(無量壽)를 나타내고 있으며, 정토에 태어나기 위해서 부처를 신앙할 것을 권하고 있다.
《관경》, 즉 《관무량수경》에서는 관불(觀佛)의 공덕에 의하여 정토에 태어날 수 있음을 믿고 한결같이 관불을 수행하면 임종 때 아미타불이 나타나 정토로 인도하고 왕생(往生)하여 깨달음을 얻을 수 있다고 가르치고 있다.

## 같이 보기
- 정토 사상
- 정토교
- 아미타불
- 구제불

## 참고 문헌
- 이 문서에는 다음커뮤니케이션(현 카카오)에서 GFDL 또는 CC-SA 라이선스로 배포한 글로벌 세계대백과사전의 내용을 기초로 작성된 글이 포함되어 있습니다.